# FBC 멜가르
푸트 볼 클루브 멜가르(스페인어: Foot Ball Club Melgar, 약칭 FBC 멜가르 또는 멜가르)는 페루의 축구 클럽으로, 아레키파를 연고로 하고 있다. 현재 페루의 최상위 리그인 페루 프리메라 디비시온에 참가하고 있다.

## 선수 명단

### 현역
참고: FIFA 자격 규정에 따라 소속된 국가대표팀 국기를 표시합니다. 선수는 복수의 FIFA 비회원국 국적을 가지고 있을 수 있습니다.
| 번호 | 포지션 | 국적 | 이름                |
| ---- | ------ | ---- | ------------------- |
| 8    | FW     |      | 라우타로 구스만     |
| 9    | FW     |      | 베르나르도 쿠에스타 |

| 번호 | 포지션 | 국적 | 이름 |
| ---- | ------ | ---- | ---- |